# Bohedenleden
Bohedenleden är en allmän färjeled över Djupträsket mellan Boheden och Sandudden strax utanför Överkalix som trafikerats sedan 1930-talet och med motorfärja sedan 1956. Den lindragna färjan Paulina tar 12 personbilar och 59 passagerare.
Under vintrarna ersätts färjan med isväg. Under vissa perioder när det är för mycket is för färjan och för lite för isväg är sträckan helt avstängd för biltrafik. Alternativ bilväg är 34 km lång.
Färjeleden uppmärksammades i samband med en klass-1 varning 8 juni 2016 då kraftiga vindar blåste omkull förarhytten på Paulina vilket ledde till tillfällig stängning av leden.